# A Space in Time
A Space in Time är Ten Years Afters sjunde musikalbum, utgivet i augusti 1971. Gruppen bytte inför det här albumet skivbolag från Deram till Chrysalis Records. I USA släpptes skivan på Columbia Records. Skivan som helhet utmärker sig genom att den innehåller många fler akustiska låtar än på gruppens tidigare album. Jämfört med gruppens fyra tidigare album som alla nått topp 10-placering i hemlandet Storbritannien blev detta ingen större framgång där då det endast nådde #36. Bättre gick det i USA och Norden. Albumet innehöll en av deras allra största hits, "I'd Love to Change the World". Även "Baby, Won't You Let Me Rock'n'Roll You" nådde viss framgång som singel i USA då den nådde #62 på Billboard Pop Chart.

## Låtlista
Alla låtar är skrivna av Alvin Lee om inget annat anges.
1. "One of These Days" - 5:52
2. "Here They Come" - 4:36
3. "I'd Love to Change the World" - 3:44
4. "Over the Hill" - 2:28
5. "Baby Won't You Let Me Rock 'N' Roll You" - 2:16
6. "Once There Was a Time" - 3:22
7. "Let the Sky Fall" - 4:19
8. "Hard Monkeys" - 3:10
9. "I've Been There Too" - 5:44
10. "Uncle Jam" (Chick Churchill/Alvin Lee/Ric Lee/Leo Lyons) - 1:57

## Listplaceringar
| Lista (1971-1972) | Position             |
| ----------------- | -------------------- |
| Danmark           | 8                    |
| Finland           | 11                   |
| Kanada            | 21 (RPM)             |
| Norge             | 13 (VG-lista)        |
| Storbritannien    | 36 (UK Albums Chart) |
| Sverige           | 9 (Kvällstoppen)     |
| USA               | 17 (Billboard 200)   |
| Västtyskland      | 35                   |